# Dasypolia vilarrubiae
Dasypolia vilarrubiae là một loài bướm đêm trong họ Noctuidae.